# 横山彰
横山 彰（よこやま あきら、1949年3月 - ）は、日本の経済学者。中央大学名誉教授。財務省財務総合政策研究所特別研究官。日本社会事業大学学長。専門は、財政学、公共選択、総合政策。博士（経済学）（慶應義塾大学、1992年）。

## 人物
神奈川県横浜市出身。城西大学教授、中央大学教授を経て、2019年より中央大学名誉教授。

## 略歴
- 1972年3月 慶應義塾大学経済学部卒業
- 1979年3月 慶應義塾大学大学院経済学研究科博士課程満期退学
- 1980年4月 - 1983年3月 城西大学経済学部専任講師
- 1983年4月 - 1991年3月 城西大学経済学部助教授
- 1987年8月 - 1988年8月 ジョージ・メイソン大学公共選択研究センター客員研究員
- 1991年4月 - 1993年3月 城西大学経済学部教授
- 1992年11月 「財政の公共選択分析」にて慶應義塾大学・博士（経済学）
- 1993年4月 - 2019年3月 中央大学総合政策学部教授
- 2001年11月 - 2005年10月 中央大学大学院総合政策研究科委員長
- 2007年11月 - 2009年10月 中央大学大学院総合政策学部学部長
- 2007年11月－2009年10月 学校法人中央大学理事
- 2019年4月 - 中央大学名誉教授
- 2021年4月 - 日本社会事業大学学長[2]

## 著書

### 単著
- 『財政の公共選択分析』（東洋経済新報社、1995年）

### 共著
- （丸尾直美・野間俊威・郡嶌孝・清川義友）『次代を拓く経済政策：経済政策論の新しいパラダイムを求めて』（好学社、1985年）
- （加藤寛）『税制と税政：改革かくあるべし』（読売新聞社、1994年）
- （黒川和美・多賀谷一照・三野徹・奥野正寛）『農業大革命：農業が甦る・日本が変わる』（PHP研究所、1995年）
- （田中廣滋・御船洋・飯島大邦）『公共経済学』（東洋経済新報社、1998年）
- （細田衛士）『環境経済学』（有斐閣、2007年）
- （馬場義久・堀場勇夫）『現代財政学』（有斐閣、2009年）
- （馬場義久・堀場勇夫・牛丸聡）『日本の財政を考える』（有斐閣、2017年）

### 編著
- 『日本社会の持続可能性と総合政策』（中央大学出版部、2019年）

### 共編著
- （片桐正俊・御船洋）『分権化財政の新展開』（中央大学出版部、2007年）
- （財務省財務総合政策研究所）『温暖化対策と経済成長の制度設計』（勁草書房、2008年）
- （片桐正俊・御船洋）『グローバル化財政の新展開』（中央大学出版部、2010年）
- （片桐正俊・御船洋）『格差対応財政の新展開』（中央大学出版部、2016年）

### 翻訳
- ジェイムズ・M・ブキャナン、リチャード・A・マスグレイブ『財政学と公共政策：国家の役割をめぐる大激論』（関谷登・大泉智宏・鈴木義浩・徐宰成・朝尾直太と共訳、勁草書房、2003年）
- ロジャー・D・コングルトン『議会の進化：立憲主義的民主統治の完成へ』（西川雅史との監訳、勁草書房、2015年）

## 所属学会
- 日本経済政策学会（常務理事・元会長）
- 公共選択学会（理事）
- 環境経済・政策学会
- 日本財政学会
- 日本経済学会
- The Public Choice Society
- The International Institute of Public Finance